# Rio Atreque
Atreque (em persa: اترک) ou Etreque (em turcomeno: Etrek) é um rio que nasce nas montanhas do nordeste do Irã (antigo Coração), e flui a oeste por 480 quilômetros, desaguando no canto sudeste do mar Cáspio, no Turcomenistão.